# CUS Palermo
CUS Palermo là trung tâm thể thao của đại học Palermo tại thành phố Palermo, khai sinh năm 1947 theo sáng kiến của sinh viên các khoa kỹ thuật và luật. Nó được liên kết với Trung tâm Thể thao Đại học Ý.
Trung tâm hiện đang hoạt động trong các môn thể thao sau: điền kinh, bóng đá, chèo thuyền, bơi lội, bóng rổ, bóng ném, bóng nước, bóng chuyền, tennis.
CUS mở cửa cho cả sinh viên đại học và người yêu thể thao bên ngoài. Cả hai hoạt động đều ở cấp độ nghiệp dư và bán chuyên.

## Cơ sở vật chất

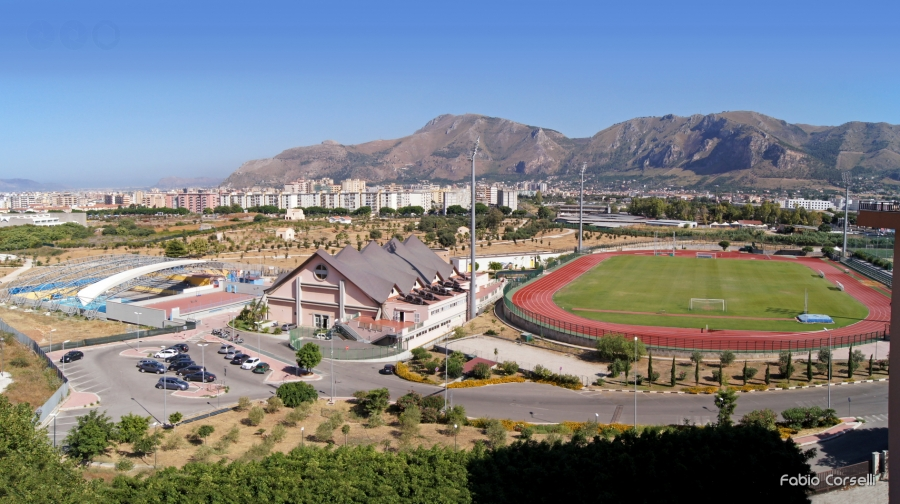
Khu liên hợp thể thao của CUS

Cơ sở đầu tiên dành riêng cho các hoạt động của CUS là phòng tập thể dục được sáp nhập vào ký túc xá của trường đại học San Saverio, được khai trương vào năm 1967. Năm 1996, với dự đoán về Đại học sẽ xây dựng ở Sicily vào năm sau, việc xây dựng bắt đầu trên tòa thành thể thao của trường đại học, ở Via Altofonte. Khu phức hợp này liền kề với thị trấn đại học và Công viên Ninni Cassarà, mặc dù vẫn không có lối đi trực tiếp kết nối chúng.
Bên trong tòa thành thể thao có: một hồ bơi gồm tám làn đường 33 mét, một phòng thể thao với khoảng 1.000 chỗ ngồi, sân tennis, sân bóng đá năm người, một phòng tập thể dục với các công cụ, một sân bóng đá bằng cỏ 11 người được bao quanh bởi một đường chạy điền kinh tám làn và được trang bị một khán đài.

## Hoạt động thi đấu

### Điền kinh
Trong điền kinh, CUS Palermo tự hào có bề dày truyền thống. Một số vận động viên được CUS thông qua sau đó nổi bật vì sự nghiệp của họ: Salvatore Antibo, được biết đến với tên Totò, nhà vô địch châu Âu tại Split năm 1990 trên cả 5000 và 10.000 mét và bạc tại Thế vận hội Olympic ở Seoul năm 1988; Luigi Zarcone, nhà vô địch Ý nội dung 1500 mét và 10000 mét vào năm 1974 và trong thập niên 1979; Margherita Gargano, huy chương vàng tại Thế vận hội Địa Trung Hải 1979 nội dung trên 1500 mét; Maria Tranchina, nhiều lần vô địch Ý về ném tạ và vận động viên người Ý đầu tiên ném búa trên 60 mét; Simona La Mantia, nhà vô địch trong nhà châu Âu 2011 trong môn nhảy ba bước.
Năm 1995, CUS Palermo đã giành chức vô địch giải nữ trong Giải vô địch các cơ sở điền kinh của Ý, do đó trở thành trung tâm tốt nhất ở Ý.
Vào ngày 27 tháng 9 năm 2015, đội nam CUS Palermo đã giành được suất thăng hạng Serie A Gold ở Matera, với một nhóm các chàng trai Sicily.

### Bóng đá
Đội bóng đá nam CUS bắt đầu hoạt động vào năm 2006, ghi danh vào Terza Categoria. Trong những năm qua, đội đã leo lên loạt giải nghiệp dư Sicilia, cho đến mùa giải 2014-2015, trong đó anh đã giành được cả sự thăng hạng lên Eccellenza thông qua các trận play-off  và Cup quốc gia nghiệp dư Ý. Trong mùa giải đầu tiên 2015-2016, đội đạt vị trí thứ 15 và trực tiếp xuống hạng trở lại, nhưng được thăng hạng trở lại trong mùa giải tiếp theo nhờ chiến thắng Coppa Italia di Promozione.
Từ năm 2007 đến 2012, CUS là sân nhà của khóa đào tạo mùa xuân của Unione Sportiva Città di Palermo. Ngoài ra, cơ sở thường được chọn để làm sân tập cho các đội khách trong thành phố, cả ở cấp câu lạc bộ  và ở cấp quốc gia.

### Bóng đá 5 người
Các đội bóng xứ sở sương mù tính cả hai đội nam và đội nữ đăng ký trong giải vô địch liên bang. Cụ thể, đội tuyển nữ đã chơi ở Serie A cho đến mùa giải 2013-2014, sau đó chia tay và bắt đầu lại từ các giải đấu của tỉnh.

### Bóng rổ
CUS Palermo Pallacanestro bao gồm một đội nam và một đội nữ đăng ký trong giải vô địch của Liên đoàn bóng rổ Ý. Kết quả tốt nhất đạt được từ phần bóng rổ bắt đầu từ năm 1942-1943, khi Gruppo Universitario Fascista Palermo tham gia giải Serie A.

### Bóng ném
CUS Palermo Pallamano đã chơi trong một vài lần trong giải vô địch quốc gia, như trong mùa giải 2013-2014. Vào tháng 5 năm 2005, đội đã giành được huy chương vàng tại Giải vô địch Đại học Quốc gia được tổ chức tại Catania, đánh bại CUS Catania trong trận chung kết.

### Bóng nước
Đội bóng nước nam CUS Palermo đã tham gia giải vô địch liên bang trong vài năm. Trong mười một năm liên tiếp, từ 1992-1993 đến 2002-2003, đội đã tham gia giải vô địch Serie A2. Đội chơi trong giải vô địch bóng nước nam 2017-2018.

### Rugby
Năm 1934 - 35, GUF Palermo tham gia giải vô địch Serie A.